# Pyrausta inornatalis
Pyrausta inornatalis là một loài bướm đêm trong họ Crambidae.